# Natrynie
Natrynie (lit. Notrynė) – wieś na Litwie, w okręgu uciańskim, w rejonie ignalińskim, w gminie Kozaczyzna.

## Historia
W czasach zaborów dwór w gminie Sołoki, w powiecie nowoaleksandrowskim, w guberni wileńskiej Imperium Rosyjskiego.
W dwudziestoleciu międzywojennym folwark leżał w Polsce, w województwie nowogródzkim (od 1926 w województwie wileńskim), w powiecie brasławskim (od 1926 w powiecie święciańskim), w gminie Dukszty.
Powszechny Spis Ludności z 1921 roku nie podał danych dotyczących miejscowości. W 1931 w 2 domach zamieszkiwało 19 osób.
Wierni należeli do parafii rzymskokatolickiej w Kozaczyźnie. Miejscowość podlegała pod Sąd Grodzki w Święcianach i Okręgowy w Wilnie; właściwy urząd pocztowy mieścił się w m. Duksztach.